# Émile Georget
Émile Georget (Bossay-sur-Claise, 21 settembre 1881 – Châtellerault, 16 aprile 1960) è stato un ciclista su strada e pistard francese.
Professionista dal 1903 al 1914, conta la vittoria di nove tappe al Tour de France e del campionato francese del 1910. Fu il primo ciclista a scalare il Col du Galibier al Tour de France, nel 1911.

## Palmarès

### Strada
- 1906

1ª tappa Tour de France (Parigi > Lilla)
- 1907

2ª tappa Tour de France (Roubaix > Metz)
3ª tappa Tour de France (Metz > Belfort)
5ª tappa Tour de France (Lione > Grenoble)
7ª tappa Tour de France (Nizza > Nîmes)
8ª tappa Tour de France (Nîmes > Tolosa)
13ª tappa Tour de France (Brest > Caen)
Paris-Hesdin
- 1909

Paris-La Fleche
- 1910

Campionati francesi, Prova in linea
Bordeaux-Parigi
3ª tappa Tour de France (Metz > Belfort)
- 1911

5ª tappa Tour de France (Chamonix > Grenoble)
Circuit de Touraine
Parigi-Brest-Parigi
- 1912

Bordeaux-Parigi

### Pista
- 1906

Sei Giorni di Tolosa (con Leon Georget)
24 Ore di Bruxelles (con Leon Georget)

## Piazzamenti

### Grandi Giri
- Tour de France

1905: 4º
1906: 5º
1907: 3º
1908: ritirato (2ª tappa)
1910: ritirato (12ª tappa)
1911: 3º
1912: ritirato (3ª tappa)
1913: ritirato (4ª tappa)
1914: 6º

### Classiche monumento
- Milano-Sanremo

1909: 2º
1912: 17º
- Parigi-Roubaix

1906: 9º
1907: 6º
1908: 9º